# Christiansfeld
Christiansfeld é um município da Dinamarca, localizado na região sul, no condado de Sonderjutlândia.
O município tem uma área de 211,37 km² e uma população de 9 585 habitantes, segundo o censo de 2005.

## UNESCO
A UNESCO inscreveu Christiansfeld como Patrimônio Mundial por "ser um exemplo de assentamento planejado da Igreja Moraviana, uma congregação Luterana livre centrada na Saxônia. A organização democrática da Igreja Moraviana, com sua filosofia igualitária pioneira, é expressada no planejamento humanístico da cidade."

## Galeria

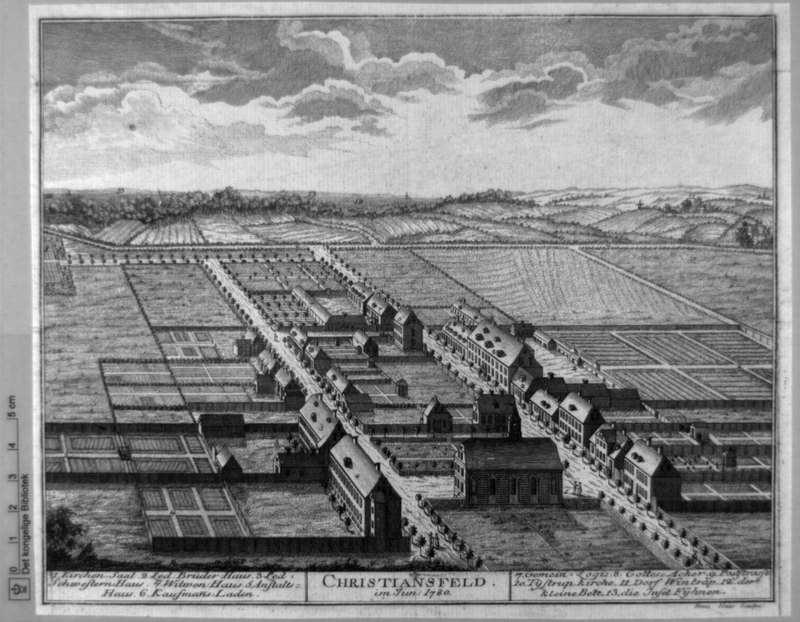
Christiansfeld em 1780
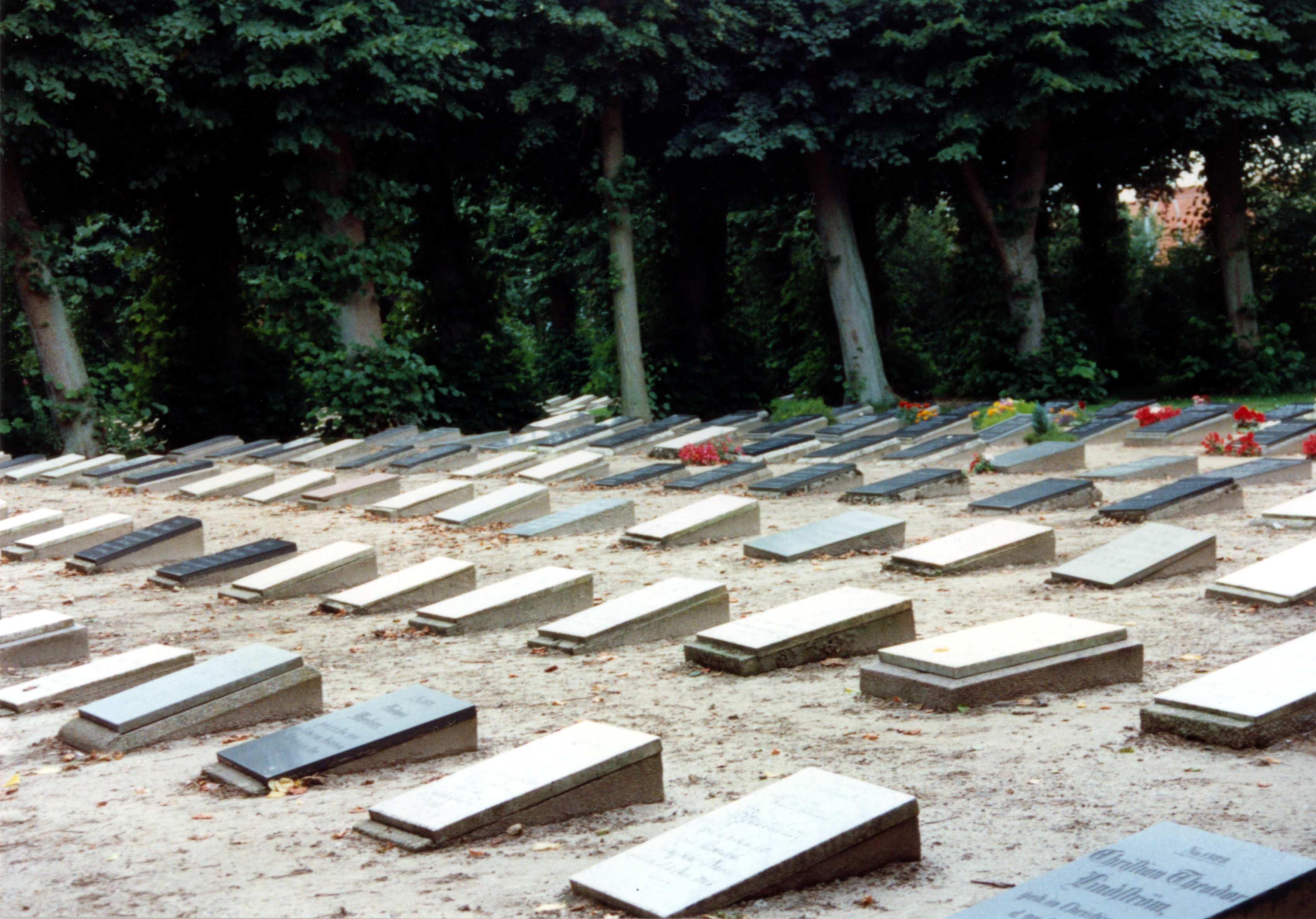
Cemitério da igreja
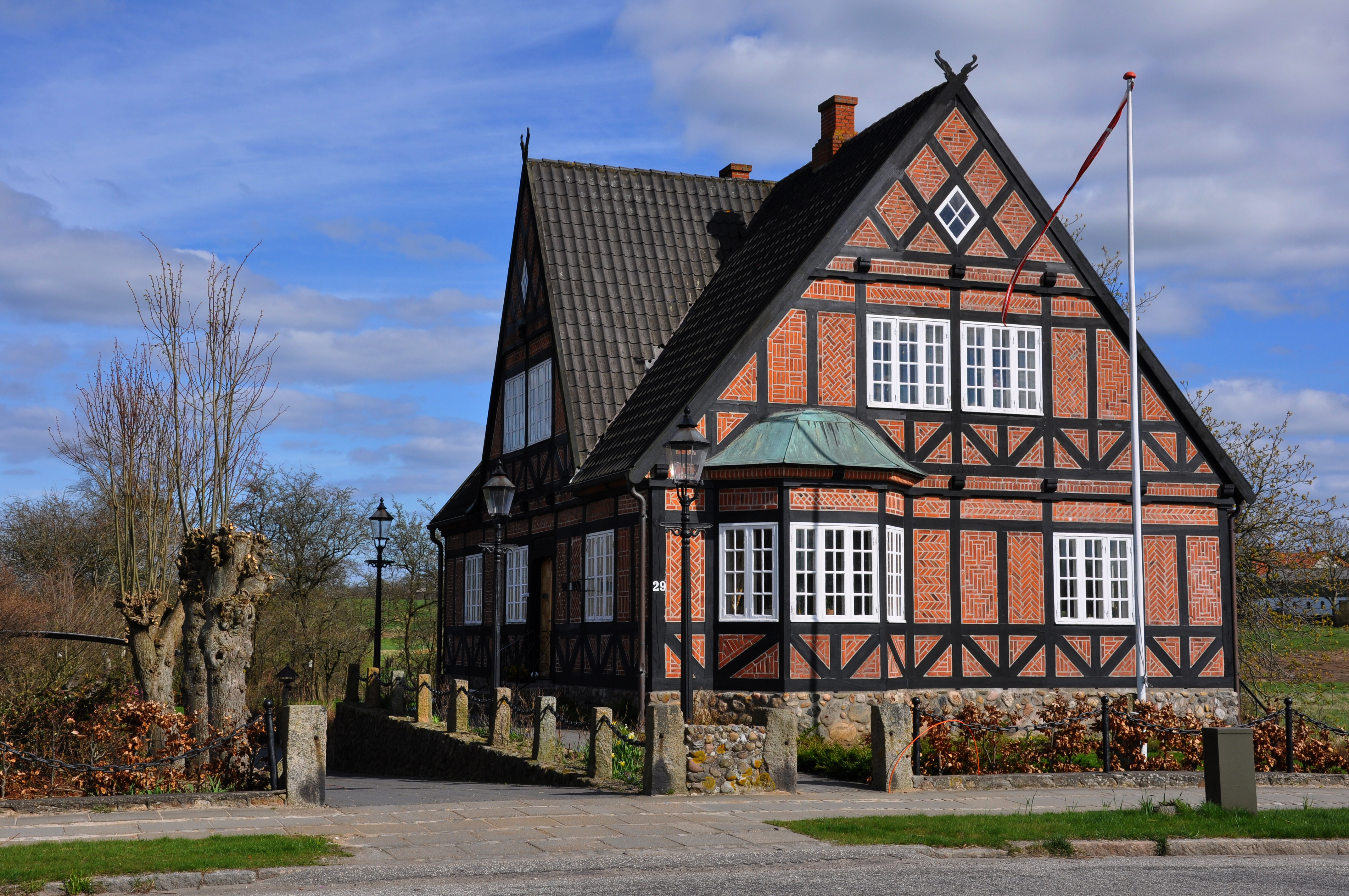
Casas em Christiansfeld